# Olonkinbyen
Olonkinbyen (Nederlands: Olonkinstad, soms wordt de alternatieve Engelse benaming Olonkin City gebruikt) is een nederzetting op Jan Mayen, een Noors territorium tussen de Noorse- en de Groenlandzee. Olonkinbyen telt 18 tijdelijke inwoners, die er telkens een half of een heel jaar verblijven en dan worden afgelost. (Het eiland heeft geen vaste bewoners.) Het dorpje huisvest de medewerkers van het weerstation en die van het radiostation, alle inwoners van het eiland dus. 
De nederzetting is genoemd naar de Noors-Russische eerste leider van het station, Gennadij Nikitich Olonkin.

## Externe links

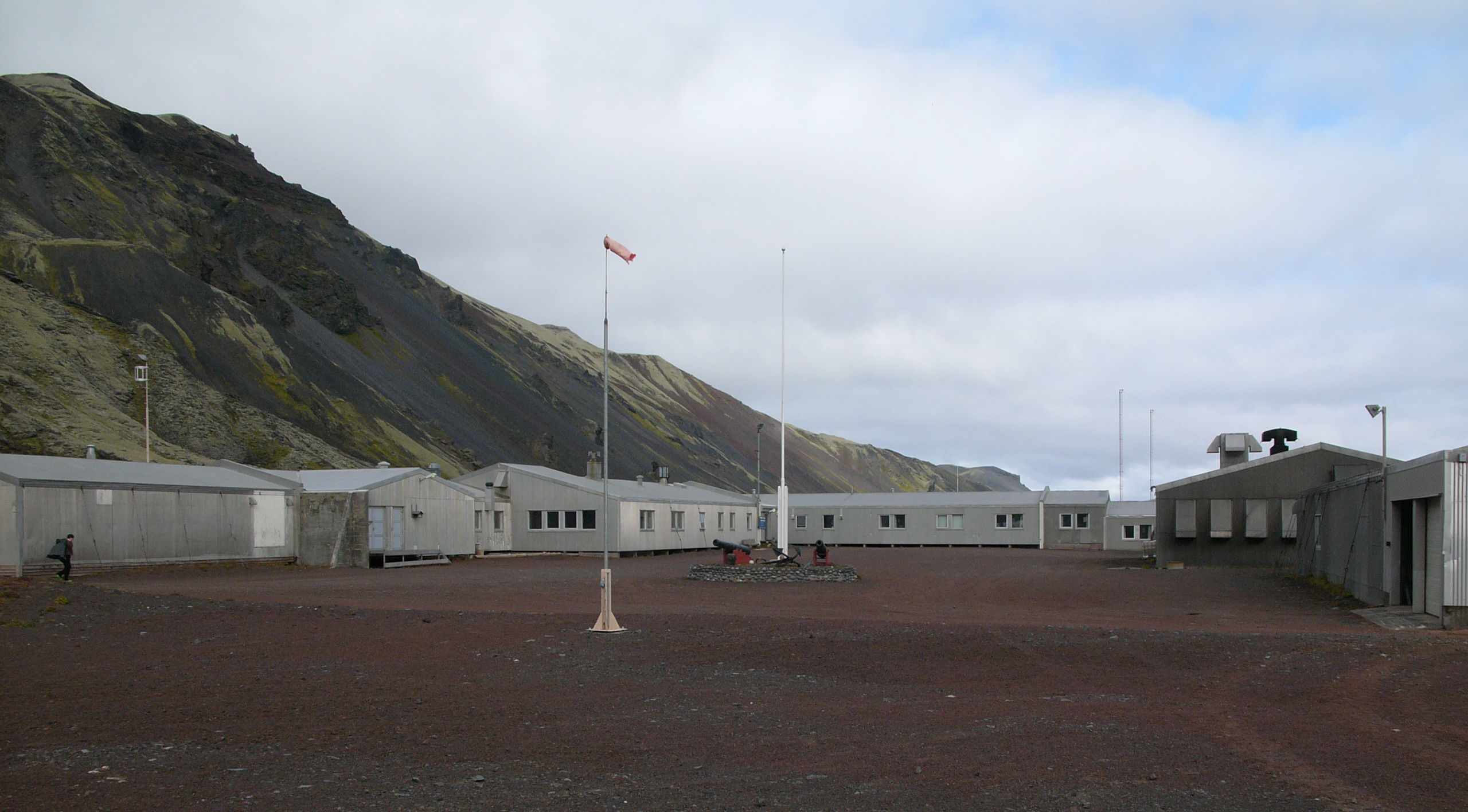
Olonkinbyen in augustus